# Coàgul (músic)
Coàgul és un projecte de música post-industrial de l'artista barceloní Marc O'Callaghan iniciat el 2009.
La seva música beu de les fonts originals dels primers grups industrials barrejats amb una poètica pròpia que parla d'ocultisme, sentiments viscerals i simbologia mediterrània. El resultat és un caos hipnòtic a mig camí entre Burzum, Throbbing Gristle, Current 93 i Cirlot.
La seua discografia està formada per:
- La roda de la justícia (2013, Màgia Roja)[3]
- La forja centrípeta (2015, BFE)[4]
- Tot encaixa! (2016, Nekofutschata Musick Cabaret)[3]
- Els Arcans de la Gentrificació Cíclica (2016, Cønjuntø Vacíø)[5]
- Jo regnaré, àngel de la guarda (2020, Alejandra)[6]